# Johannes Pantel
Johannes Pantel (* 10. Februar 1963 in Ahlen/Westfalen) ist ein deutscher Arzt, Geriater, Gerontologe und Hochschullehrer.

## Leben und Wirken
Nach dem Abitur am Pascal-Gymnasium Münster studierte Pantel von 1986 bis 1992 Medizin, Philosophie und Psychologie in Heidelberg und London und legte 1992 das medizinische Staatsexamen ab. 1992 erfolgte die Promotion und 2001 die Habilitation an der Ruprecht-Karls-Universität Heidelberg.
Von 1992 bis 1997 absolvierte Pantel eine Facharztausbildung an der Klinik für Neurologie der Universität Essen und an der Psychiatrischen Universitätsklinik Heidelberg. 1994 erfolgte die Approbation zum Arzt. Seit 1997 ist er Facharzt für Psychiatrie und seit 2002 Facharzt für Psychiatrie und Psychotherapie. 2000 schloss er die Weiterbildung zur klinischen Geriatrie ab. Zugleich war Pantel von 1998 bis 2003 Oberarzt der Psychiatrischen Universitätsklinik Heidelberg (u. a. in den Bereichen Akutpsychiatrie, Suchttherapie und Suizidentenbetreuung), 1998 und 1999 begleitet von Forschungs- und Studienaufenthalten am Mental Health Clinical Research Center (University of Iowa/USA) und an der Harvard Medical School (Boston/USA).
Von 2003 bis 2008 war Pantel Inhaber der Stiftungsprofessur für Gerontopsychiatrie (BHF-Bank Stiftung) an der Johann Wolfgang Goethe-Universität Frankfurt am Main und bis 2011 Leiter der Gerontopsychiatrie und Gedächtnisambulanz an der Klinik für Psychiatrie und Psychotherapie der dieser Universität. Zusätzlich war er von 2005 bis 2011 stellvertretender Direktor und im Jahr 2009 Kommissarischer Direktor dieser Klinik. Seit 2011 ist er Professor für Altersmedizin mit Schwerpunkt Psychogeriatrie und klinischer Gerontologie und leitet am Institut für Allgemeinmedizin der Universität Frankfurt den gleichnamigen Arbeitsbereich. Von 2014 bis 2016 leitete Pantel das Projekt „Artemis“, das in einer Studie untersuchte, wie Kunst auf Menschen mit Demenz wirkt. 2016 sprach er sich vor dem Gesundheitsausschuss des Deutschen Bundestages gegen eine Novelle des Arzneimittelgesetzes (AMG) zur Liberalisierung gruppennütziger Forschung an nicht-einwilligungsfähigen Personen aus. In der Corona-Debatte vertrat Pantel (u. a. in der Fernsehsendung Hart aber Fair) die Position, dass man Menschen aufgrund ihres Lebensalters nicht unfreiwillig unter Quarantäne stellen dürfe. Die von Pantel und seinem Team wissenschaftlich begleitete ZDF-Produktion „Unvergesslich – Unser Chor für Menschen mit Demenz“ wurde mit dem Health Media Award 2020 ausgezeichnet.

## Wissenschaftliche Schwerpunkte
Pantel arbeitet und forscht insbesondere in der Früh- und Differentialdiagnostik der Demenzen, Demenz-Prävention sowie an der Entwicklung und Evaluation von Interventionsprogrammen und Instrumenten zur Verbesserung der geriatrischen Versorgung. Weitere Schwerpunkte sind die Versorgung von chronisch Kranken in Alten- und Pflegeeinrichtungen und psychosoziale Folgen der demographischen Alterung.

## Mitgliedschaften
Pantel war von 2004 bis 2015 Vorsitzender der Alzheimer Gesellschaft Frankfurt (AGFFM e. V.), von 2005 bis 2014 Mitglied des Leitungsgremiums Forum für Alterswissenschaften und Alterspolitik (FAWP) der Universität Frankfurt und ist seit 2005 Mitglied im Interdisciplinary Center for Neuroscience Frankfurt (ICNF). Er ist außerdem Mitglied im Fachbeirat Gesund und aktiv älter werden der Bundeszentrale für gesundheitliche Aufklärung, Chief Editor von GeroPsych – The Journal of Gerontopsychology and Geriatric Psychiatry, Mitglied in den Fachbereichen 16 (Medizin) und 04 (Erziehungswissenschaften) der Goethe-Universität Frankfurt, stellvertretender Vorstandssprecher des Frankfurter Forums für Interdisziplinäre Altersforschung (FFIA), 1. Vorsitzender der Alzheimer Gesellschaft Hessen e. V., Vorstandsmitglied im GRADE Center Aging und Mitglied im Vorstand des Vereins Leben mit Demenz e. V.

## Auszeichnungen
- 1995: Preis für Hirnforschung in der Geriatrie (Zentrum für Alternsforschung der Universität Witten/Herdecke)[12]
- 2001: Lehrpreis der Medizinischen Fakultät der Universität Heidelberg[3][13]
- 2009: Ignatius-Nascher-Förderpreis für Geriatrie der Stadt Wien für das Projekt „OPTIMAL: Optimierung der Psychopharmakotherapie im Altenpflegeheim“[3]

## Publikationen (Auswahl)
- mit J. Schröder: Zerebrale Korrelate klinischer und neuropsychologischer Veränderungen in den Verlaufsstadien der Alzheimer-Demenz. Untersuchungen mit der quantitativen Magnetresonanztomographie. Steinkopff, Darmstadt 2006, ISBN 978-3-7985-1603-8
- mit G. Bockenheimer-Lucius, I. Ebsen, R. Müller, P. Hustedt, A. Diehm: Psychopharmaka im Altenpflegeheim. Eine interdisziplinäre Untersuchung unter Berücksichtigung gerontopsychiatrischer, ethischer und juristischer Aspekte. In: Frankfurter Schriften zur Gesundheitspolitik und zum Gesundheitsrecht (Hrsg.: I. Ebsen, R. Eisen), Bd. 3. Lang Verlag, Frankfurt am Main 2006, ISBN 3-631-55095-2
- Geistig fit in jedem Alter. Wie man mit der AKTIVA-Methode Demenz vorbeugen kann. 2. Auflage, Beltz Verlag, Weinheim/Basel 2010, ISBN 978-3-407-85876-4
- mit J.Schröder: Die leichte kognitive Beeinträchtigung. Klinik, Diagnostik, Therapie und Prävention im Vorfeld der Alzheimer-Demenz. Schattauer, Stuttgart 2011, ISBN 978-3-7945-6560-3
- mit J. Haberstroh, K. Neumeyer: Kommunikation bei Demenz. Ein Ratgeber für Angehörige und Pflegende. Springer-Medizin-Verlag, Heidelberg 2011, ISBN 978-3-642-16842-0
- mit V. Tesky: Geistige Fitness erhalten – das AKTIVA-Programm. Manual für Pflegende und Gruppenleiter in der Seniorenarbeit. Springer Verlag, Wien 2013, ISBN 978-3-7091-1445-2
- mit J. Schröder, C. Sieber, A. Kruse: Praxishandbuch Altersmedizin. Geriatrie – Gerontopsychiatrie – Gerontologie. Verlag W. Kohlhammer, Stuttgart 2014, ISBN 978-3-17-021756-0
- mit I. Froböse, M. Riedl, A. Cavelius: Fit im Alter. Den Körper fit halten, geistig frisch bleiben, das Alter genießen. Gräfe und Unzer, München 2017, ISBN 978-3-8338-6331-8
- Pigment. Roman. Twentysix, Norderstedt 2021, ISBN 978-3-740-781118